# Pestalozzi Kinder- und Jugenddorf

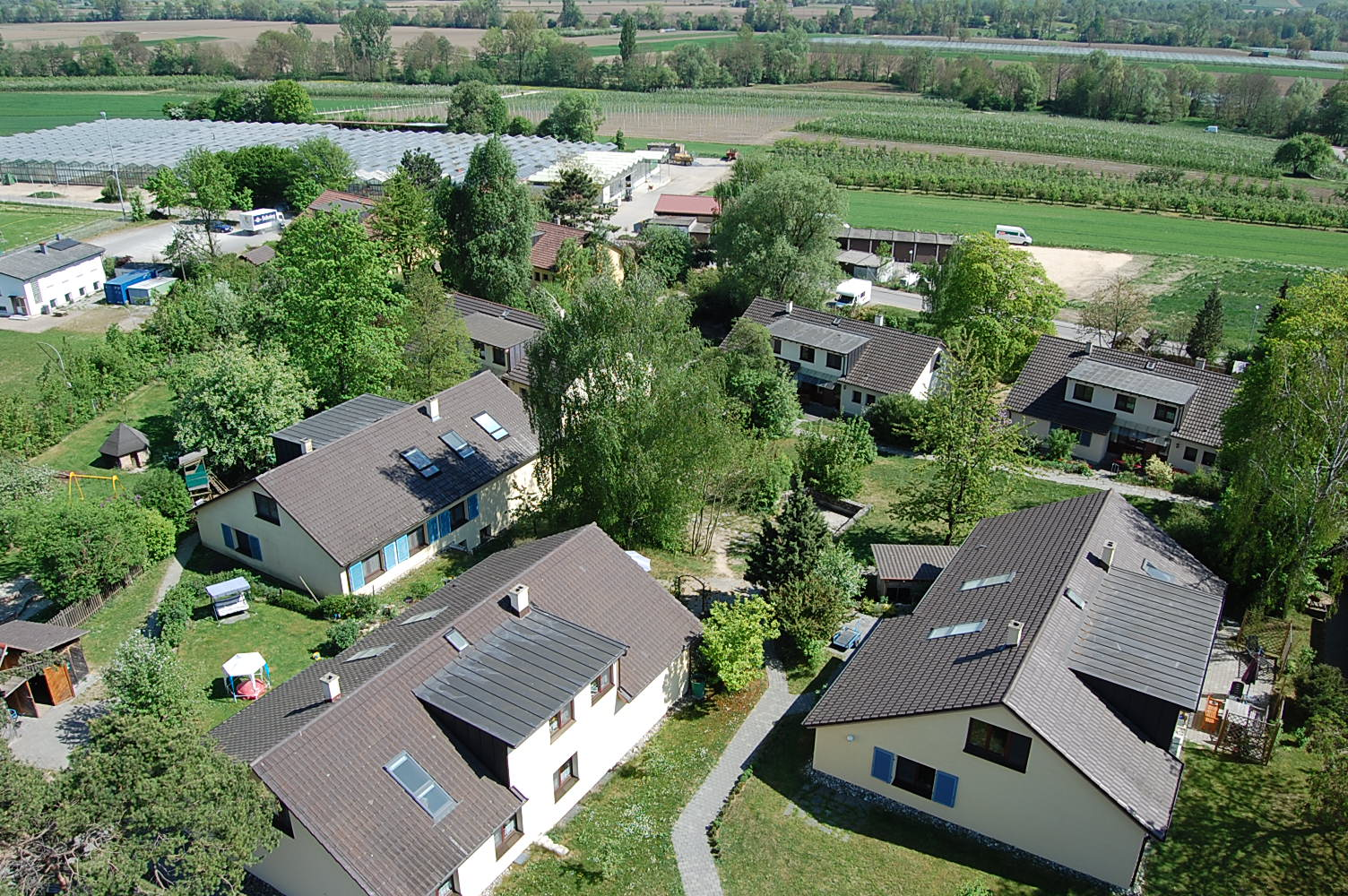
Das Pestalozzi Kinder- und Jugenddorf aus der Luft

Das nach Johann Heinrich Pestalozzi benannte Pestalozzi Kinder- und Jugenddorf im Stockacher Stadtteil Wahlwies im baden-württembergischen Landkreis Konstanz ist ein pädagogisch gestalteter Lebensort für Kinder und Jugendliche.
Die Einrichtung der Kinder- und Jugendhilfe soll allgemein günstige Lebens- und Entwicklungsbedingungen schaffen und helfen, die Folgen individueller und/oder sozialer Probleme der betreuten Kinder und Jugendlichen zu bearbeiten, zu bewältigen und zu überwinden. Das Pestalozzi Kinder- und Jugenddorf wird von einem gemeinnützigen Verein getragen, der Unterzeichner der Initiative Transparente Zivilgesellschaft ist.

## Geschichte
Das Pestalozzi Kinderdorf ist das älteste Kinderdorf in Deutschland. Es wurde 1947 von dem Schweizer Musikwissenschaftler Erich Fischer und dem schlesischen Arzt und Landwirt Adalbert Graf von Keyserlingk gegründet. Sie wollten einen Ort für Kriegswaisen und Flüchtlingskinder im Nachkriegsdeutschland schaffen, nach dem Vorbild des Kinderdorfs Pestalozzi im schweizerischen Trogen.
Im Januar 1947 wurde der Verein „Pestalozzi Siedlung für Kinder“ gegründet und ins Vereinsregister eingetragen. Sie schlossen mit der alliierten Verwaltung einen Pachtvertrag über ein verlassenes Gelände mit zwölf Baracken ab, die vom Reichsarbeitsdienst verlassen waren.
Seit dem Jahr 1960 ist das Pestalozzi Kinder- und Jugenddorf Mitglied im Paritätischen Wohlfahrtsverband.

## Kapazitäten
Die Einrichtung nimmt bis zu 150 Kinder, Jugendliche und junge Erwachsene in Kinderdorffamilien, Erziehungsgruppen für Jugendliche, Außenwohngruppen, und Erziehungsstellen auf.
Im Betreuten Wohnen werden junge Erwachsene in die Selbständigkeit begleitet. Die Dr.-Erich-Fischer-Schule ist ein sonderpädagogisches Bildungs- und Beratungszentrum mit dem Förderschwerpunkt emotionale und soziale Entwicklung. Als Ergänzung gibt es zwei sozialpädagogische Tagesgruppen sowie eine Soziale Gruppe.
Die Berufsvorbereitende Bildungsmaßnahme unterstützt junge Erwachsene in der beruflichen Orientierung (Reha-Maßnahme der „Agentur für Arbeit“). In Kooperation mit dem örtlichen Arbeitsamt und für Jugendliche aus der Jugendhilfe stehen Ausbildungsplätze für die Voll- oder Fachwerkerausbildung in neun Berufsfeldern (Bäckerei, Dorfladen, Gärtnerei, Hauswirtschaft, Küche, Landwirtschaft, Maler/Lackierer, und Schreinerei) zur Verfügung.

## Pädagogisches Konzept
In Kinderdorffamilien erfahren die Kinder und Jugendlichen „Familie“ im eigentlichen Sinne, als Wärme, Wertschätzung und Verlässlichkeit im Alltag. Der Familie als „Herz“ stellt die Einrichtung „Kopf“ und „Hand“ zur Seite: in der Dr.-Erich-Fischer-Schule, einem sonderpädagogischen Bildungs- und Beratungszentrum, werden die Kinder individuell gefördert. Die landwirtschaftliche und handwerkliche Ausbildung bereitet auf ein selbständiges Leben vor.
Im Mittelpunkt steht immer das Kind/der Jugendliche mit seinen Bedürfnissen. In der vertrauensvollen Verbindung zu anderen Menschen erhalten sie eine Basis für ihre Entwicklung, deshalb bekommen die Kinder und Jugendlichen Angebote neue Beziehungen einzugehen. Die bisherigen Bindungen der Kinder und Jugendlichen werden respektiert und die leiblichen Eltern / das Lebensumfeld soweit möglich einbezogen.
Die Grundsätze des Pestalozzi Kinderdorfes:
- Ein sicherer Ort und eine feste Bindung

Kinder brauchen einen sicheren Ort und eine feste Bindung. Dies ist die elementare Grundlage, damit sich junge Menschen sozial, geistig und körperlich entwickeln können. Deshalb leben die Kinder und Jugendlichen in Kinderdorffamilien. Das gesamte Pestalozzi Kinderdorf ist ein Beziehungsangebot an die jungen Menschen.
- Mit Kopf, Herz und Hand

Das erste Kinderdorf Deutschlands bezieht sich mit seinem Namen auf Johann Heinrich Pestalozzi (1746–1827). Schon vor über 200 Jahren erkannte der Pädagoge aus Zürich, was Kinder brauchen: „Durch die Ausbildung von Herz, Kopf und Hand soll die Erziehung eine harmonische Entwicklung fördern. Das Herz als Organ der Mitte sollte in der häuslichen Wohnstube ausgebildet werden. Der Kopf, das Intellektuelle, in der Schule und die Hand durch das Erlernen eines soliden Handwerks. Dabei ist darauf zu achten, dass sich alle drei Elemente im Gleichgewicht befinden.“ Dieser ganzheitliche Ansatz wirkt bis heute im Pestalozzi Kinder- und Jugenddorf Wahlwies in den Kinderdorffamilien, im Kindergarten und in der Schule ebenso wie in den Therapien und in der Berufsvorbereitung und Berufsausbildung.
- Mit und in der Natur leben

Die Ausbildungsbetriebe produzieren nach biologisch-dynamischen Richtlinien. Das Kinderdorf verfolgt seit 1999 ein systematisches Umweltmanagement. In allen Bereichen wird der Umweltschutz berücksichtigt. Die Kinder und Jugendlichen im Pestalozzi Kinder- und Jugenddorf haben viele Gelegenheiten, die Natur kennenzulernen und werden an den achtsamen Umgang mit der Umwelt herangeführt.

## Betriebe
Das Pestalozzi Kinder- und Kinderdorf Wahlwies e. V. betreibt neun Ausbildungsbetriebe, in denen Jugendliche als Fachwerker bzw. in Vollausbildung ausgebildet werden, das Kinderdorf mit Produkten und Dienstleistungen versorgen und Produkte und Leistungen am Markt anbieten. Die Betriebe kommen aus dem handwerklichen, landwirtschaftlichen und lebensmittelverarbeitenden Bereich. Zusätzlich orientieren sich zwei Betriebe (Dorfladen und „Pestalozzi bringt Bio“) ausschließlich mit der Vermarktung eigener und zugekaufter Waren. Mit der Inbetriebnahme von „Pestalozzi bringt Bio“ im November 2016 gründete das Pestalozzi Kinder- und Jugenddorf einen weiteren Vermarktungskanal, um die regionale Direktvermarktung weiter auszubauen und auf veränderte Konsumverhalten der Kunden zu reagieren.
- Dorfladen
- Pestalozzi bringt Bio
- Landwirtschaft
- Gärtnerei
- Bäckerei
- Küche
- Hauswirtschaft
- Schreinerei
- Maler- und Lackiererei
- Garten- und Landschaftsbau